# Mario Kart 7
Mario Kart 7 (マリオカート 7, Mario Kāto Sebun), conegut a la Xina com a Mario Karting Car 7 i a Hong Kong com a Mario Racing 7, és un videojoc per a la Nintendo 3DS. És la novena entrega de la sèrie Mario Kart, setena en les sèries principals (com diu el seu títol), i la tercera en una consola portàtil. En el joc, es poden intercanviar Informació de Fantasmes, jugar online i multijugador localment.
Mario Kart 7 va ser anunciat per primera vegada a l'E3 2010, juntament amb altres jocs de 3DS. Nintendo també va anunciar que el nom de Mario Kart 3DS passaria a Mario Kart 7, i és la primera vegada que un joc de la sèrie Mario Kart portés un número en el títol del joc, a excepció de Mario Kart 64, ja que en aquella època tots els títols de la Nintendo 64 portaven el 64 en el títol, simbolitzant l'era dels 64 bits.
Mario Kart 7 va rebre bona acollida, obtenint puntuacions globals dels crítics amb un 85% i un 84,96% de part de Metacritic i GameRankings respectivament. És el segon joc de 3DS a vendre més de 5 milions d'unitats després de Super Mario 3D Land.
El joc va sortir a la venda al Desembre 2011 (l'1 de desembre al Japó, el 2 de desembre a Europa, el 3 de desembre a Austràlia i el 4 de desembre als Estats Units i al Brasil). La versió sud-coreana, però, va sortir oficialment el 31 de maig de 2012, i la xinesa el 21 de setembre de 2012.

## Jugabilitat

El mode en primera persona és un dels modes nous de Mario Kart 7

En aquesta nova entrega de la sèrie Mario Kart, hi tornen les monedes. Les monedes no han tornat a aparèixer en Mario Kart des del joc de Mario Kart: Super Circuit de Game Boy Advance. La possibilitat de jugar a circuits Retro (circuits de jocs anteriors de la sèrie) també apareixerà a Mario Kart 7, igual que als jocs anteriors. Amb el vídeo que es va revelar a l'E3 2011, es confirma que Mario Kart 7 comptarà amb noves característiques, com volar amb una ala delta o submergir-se sota l'aigua gràcies a una hèlice incorporada a la part de darrere del kart. A més també podrem personalitzar el kart segons la seva carroceria, el tipus de rodes així com l'ala delta, etc.
Mario Kart 7 és compatible amb les funcions de StreetPass i SpotPass que estan incloses en la consola Nintendo 3DS.
Cada element del vehicles ens donarà avantatges en determinats circuits. L'ala delta també ens proporciona velocitat i es podrà controlar utilitzant el joystick de la consola. Quan es condueixi sota l'aigua mitjançant l'hèlice, evidentment, el control del kart i la seva velocitat variaran considerablement quan conduim per terra. Mario Kart 7 inclou el mode de joc en primera persona, i així en aquest mode el jugador podrà conduir des del seient del pilot utilitzant el sensor de gir de la consola com volant del vehicle.
Les motos, que van aparèixer només a Mario Kart Wii, no tornaren a Mario Kart 7. Tot i així, els trucs que es van introduir per primera vegada a Mario Kart Wii sí que tornen a Mario Kart 7. Aquests trucs també els podem utilitzar quan tinguem l'ala delta per aconseguir major velocitat durant el vol.
També s'afegeix en mode online la personalització de curses, on es pot editar la freqüència d'aparició d'objectes, l'aparició de dos o més personatges iguals, modes de victòria i el mode mirall online. Uns exemples serien que tots els jugadors són Luigi, tots els objectes són estrelles, en un circuit en mode mirall, i guanya el que aconsegueix més monedes durant la cursa.

### Personatges jugables

#### Principals

Mario Kart 7 també inclou la personalització dels karts. A la imatge hi ha en Mario personalitzant el seu kart

- Mario. Pes: mitjà.
- Luigi. Pes: mitjà.
- Princesa Peach. Pes: lleuger.
- Yoshi. Pes: lleuger.
- Donkey Kong. Pes: creuer.
- Bowser. Pes: pesant.
- Toad. Pes: molt lleuger.
- Koopa Troopa. Pes: molt lleuger.

##### Desbloquejables
- Princesa Daisy. Pes: lleuger.
- Wario. Pes: pesant.
- Rosalina. Pes: creuer.
- Metal Mario (nou). Pes: pesant.
- Shy Guy. Pes: molt lleuger.
- Lakitu de closca vermella (nou). Pes: molt lleuger.
- Abella reina (nou). Pes: pesant.
- Floruga (nou). Pes: creuer.
- Mii. Pes: mitjà.

#### No jugables
- Goomba Gegant
- Swooper
- Tiki Goon
- Screaming Pillar
- Cheep-Cheep
- Clampy
- Banzai Bill
- Frogoon
- Lakitu de la closca verda
- Pingüí
- Cabres
- Boo
- Stingbees
- Sidesteppers
- Snowmen
- Abres que caminen
- Fishbone
- Rocky Wrench
- Planta Piranya
- Dinosaure
- Mega-floruga
- Notes Musicals

### Ítems confirmats

#### Ítems utilitzables
- Pell de Plàtan
- Trio de Plàtans
- Closca verda
- Trio de closques verdes
- Closca vermella
- Trio de closques vermelles
- Closques Spiny
- Bolet
- Trio de bolets
- Bolet daurat
- Estrella
- Raig
- Blooper
- Bob-Omb
- Bullet Bill

##### Nous ítems
- Flor de Poder
- Fulla Tanooki
- 7 de la sort

#### Altres
- Moneda
- Caixa d'ítems

## Actualitzacions i rellançaments

### Actualitzacions
Mario Kart 7 és el primer joc de Nintendo 3DS per utilitzar la capacitat de la consola per a enganxar jocs (patch), impulsat per una drecera important que afecten en certes pistes. L'actualització és gratuïta, amb les dades que es classifiquen com 3DS Add-On Content, els patchzs es poden eliminar en qualsevol moment, i no tenen efecte en un sol jugador i multijugador local, però són obligatoris per jugar en línia. Una targeta SD és necessari per descarregar els pegats, però.
Versió 1.1 (llançada el 15 de maig de 2012) [43 blocs de la targeta SD]
Resoltes els gestos de la drecera a Wuhu Island Loop, Wuhu Mointain Loop, i a GBA Bowser Castle 1 al jugar en línia. No afecta el joc en línia, les gestes romanen en un sol jugador i multijugador local, i els fantasmes que utilitzen aquestes gestes no es veuen afectats.
L'actualització es va revelar en el Nintendo Direct del 21 d'abril de 2012, on deia que "a mitjan maig sortirà una actualització per al joc que arreglarà algunes dreceres i trampes injustes".

### Rellançaments físics
Mario Kart 7 ha rebut diversos rellançaments físics a Amèrica del Nord. El primer, produït poc després del llançament de la versió 1.1, afegeix el símbol de Nintendo Network. La segona va tenir lloc a finals d'abril de 2014 i afegia vores vermelles a la caràtula. Nintendo va explicar en un moment que els videojocs amb vores de colors que no siguin blanques representen ser jocs molt famosos. També s'han rellançat Super Mario 3D Land i New Super Mario Bros. 2 amb el mateix propòsit i canvis.

## Contingut descarregable
En el Nintendo Direct de l'1 d'octubre de 2013, s'hi va anunciar que, coincidint amb el Dia de StreetPass britànic, es faran disponibles a finals d'octubre una col·lecció de contingut descarregable per a Super Mario 3D Land i Mario Kart 7 mitjançant el servei online Nintendo Zone.

## Desenvolupament
Nintendo EAD va començar a crear Mario Kart 7 a principis de 2010. La idea de l'ala delta i karts submergibles es va produir durant el desenvolupament de l'anterior joc de la sèrie, Mario Kart Wii, i va ser una de les mecàniques de joc que es van implementar per primera vegada.
Com que Nintendogs + Cats estava programat per ser un títol de llançament, Mario Kart 7 era una prioritat menor, i només vuit membres del personal van ser assignats per començar a treballar-hi. Quan va arribar el moment de centrar-se en el joc, el productor Hideki Konno es va adonar que no hi havia prou personal a causa dels molts altres títols que es van desenvolupar al mateix temps, com The Legend of Zelda: Skyward Sword, que la seva producció es va estendre fins al 2011. Nintendo va consultar amb Retro Studios, que acabava de fer Donkey Kong Country Returns, per co-desenvolupar el joc. Retro Studios va començar a treballar en Mario Kart 7 al desembre del 2010. El primer equip es va centrar en la producció dels circuits retro (circuits d'altres jocs de la sèrie).
Mario Kart 7 es va anunciar per primera vegada a l'E3 del 2010 junt amb altres jocs de la Nintendo 3DS. Allí també es va poder provar el joc en primícia, per poder tenir la possibilitat de provar la profunditat i l'efecte de les 3D estereoscòpiques.
A l'E3 del 2011 va tenir una nova aparició, amb més imatges, personatges confirmats, detalls i un tràiler. A l'Agost 2011, al mateix temps que Super Mario 3D Land, es va confirmar la data dels Estats Units. Finalment, a la Nintendo 3DS Conference 2011 es van mostrar molts més detalls, com les caràtules, imatges, tràiler, llançaments, etc.
Nintendo va llançar poc després del seu llançament un volant especial que s'utilitza especialment quan l'opció de giroscopi està activada en el joc.
En el Nintendo Direct del 21 d'abril de 2012 es va revelar que al maig es llançarien unes actualitzacions que arreglarien algunes dreceres injustes en el joc.

L'1 de novembre de 2012 va sortir al Japó una versió descarregable del joc a l'eShop, igual que New Super Mario Bros. 2. A Europa va sortir el 4 d'octubre i als EUA el 18 del mateix mes i any.

## Recepció

### Crítica
Mario Kart 7 ha rebut recepció positiva. La primera revisió feta per Famitsu, ha donat una puntuació de 37/40, i també és debut per la funció de Comunitat, fent el joc més accessible i per buscar oponents mitjançant Streetpass. El revisor diu que és molt accessible quan controles els nous personatges i això fa que els jugadors es diverteixin, i fins i tot sembla que hi entris a dins. Computer and Video Games dona una puntuació de 9.4/10 i Eurogamer un 8/10. Nintendo World Report dona una puntuació d'un 8.5, indicant que és més de l'igual i la mecànica de lliscament se senten infrautilitzats.
L'1 de desembre de 2011, Metacritic puntua el joc al 85%, on hi havien incloses 24 revisions positives, i 3 mixtes. Gamerankings puntua el joc al 83,53% basat en 17 revisions.
En el costat més crític, Destructoid li va donar al joc un 5/10, afirmant que "apegar-se a la tradició no ha treballat a favor de Nintendo", i va dir que la nova ala delta i seccions sota l'aigua "hi ha per donar la il·lusió de la varietat en lloc d'alterar realment el nucli de l'experiència". Giant Bomb va anotar el joc de 3/5, assenyalant que "la diversió de Mario Kart 7 probablement dependrà de la contínua apreciació de la sèrie".
IGN va guardonar Mario Kart 7 a la IGN's Editors' Choice. Mario Kart 7 va estar nominat al "millor joc de 3DS" i al "millor joc de conducció" per GameTrailer als premis del joc de l'any 2011, però va perdre totes dues, i van guanyar respectivament Super Mario 3D Land i Forza Motorsport 4. Digital Spy va guardonar Mario Kart 7 als "Millor Joc 2011" pels "premis dels lectors Digital Spy" del 2011.

### Premis i nominacions
El joc es va nominar per als 2012 Kids' Choice Awards per a "Videojoc favorit".
El lloc GamesRadar va publicar l'11 de març de 2014 una llista actualitzada que mostra el que, segons aquesta pàgina web, els millors cent jocs de tots els temps. Mario Kart 7 ha estat qualificat al número 51è.

### Vendes

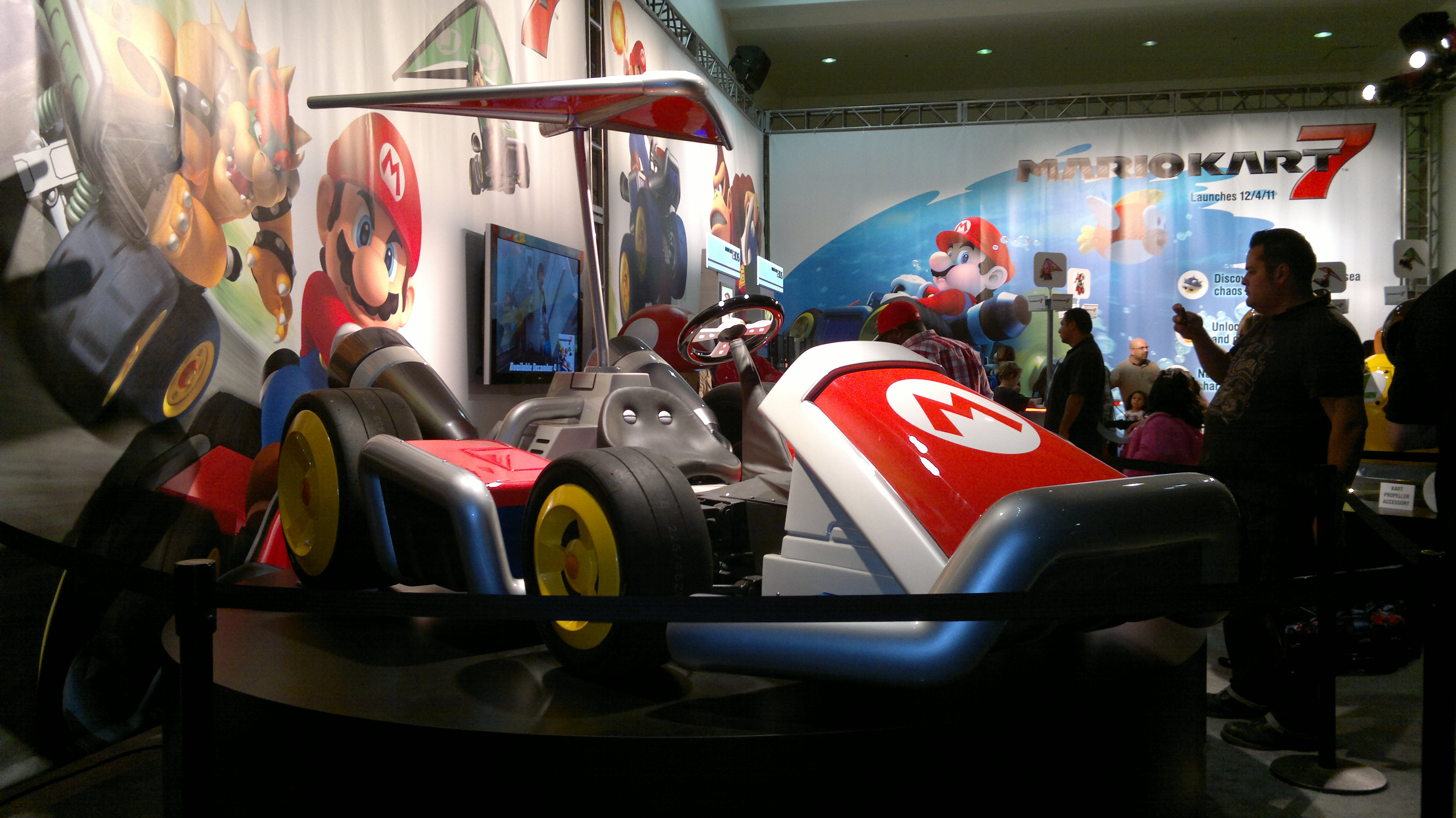
Figures gegants tematitzades en Mario Kart 7 en la LA Auto Show (Los Angeles, EUA) del 2011. Al fons, diferents imatges promocionals són visibles.

Mario Kart 7 va vendre més d'un milió d'unitats als EUA el 3 de gener de 2012. Al Japó, va vendre més d'1,5 milions d'unitats el 25 de gener de 2012. El 26 de gener de 2012, el joc va vendre més de 4,5 milions d'unitats globalment, convertint-se en el segon joc més venut per a la Nintendo 3DS. El joc arriba a la novena posició dels videojocs de 3DS més venuts al Regne Unit des del 16 al 22 de juny de 2013.
Entre els dies 30 de juny i 6 de juliol va arribar a la vuitena posició segons l'institut Chart-Track en videojocs de 3DS. Als Estats Units va ser el cinquè videojoc més venut en 3DS en l'abril de 2013. Entre el 14 de juliol i el 20 de juliol va ser el quart videojoc més venut en Nintendo 3DS al Regne Unit segons l'institut GFK. És el trenta-dosè videojoc més venut al Japó en el primer semestre de l'any amb 140.464 / 2.045.397 unitats venudes. Segons GFK entre el 21 i el 27 de juliol va ser el quart videojoc més venut a la Gran Bretanya en els de Nintendo 3DS. Entre el 28 de juliol i el 3 d'agost va ser el cinquè videojoc de Nintendo 3DS més venut al Regne Unit. El 26 d'octubre de 2013 Mario Kart 7 és el cinquè més venut en Nintendo 3DS al Regne Unit.
Fins al setembre de 2013, el videojoc va vendre entre 352.000 i 2.840.000 unitats als Estats Units.
Mario Kart 7 va ser el 19è contingut digital més venut a la Nintendo eShop de Nintendo 3DS el 2 de gener de 2014. A data de 12 d'abril de 2014, el joc era el cinquè videojoc de Nintendo 3DS més venut al Regne Unit.
Mario Kart 7 va ser el setè videojoc més venut en els de Nintendo 3DS al Regne Unit a data de 3 de maig de 2014, segons l'estudi GFK. Va ser el setè videojoc més venut en la setmana del 29 d'abril al 6 de maig de 2014 en les descàrregues a la Nintendo eShop de 3DS.
Al Regne Unit, del 3 al 10 de maig de 2014 va ser el sisè videojoc més venut en la categoria de Nintendo 3DS, segons GFK. El joc va ser el quinzè videojoc més venut al Japó segons l'institut Media-Create del 5 de maig a l'11 de maig de 2014, amb 4.657 unitats venudes durant aquella setmana i 2.315.232 venudes en total fins llavors a la regió.
Va ser el vintè videojoc més venut al Japó en el període de 30 de juny a 6 de juliol de 2014 amb 3.214 unitats venudes aquella setmana i 2.346.622 en total. Va ser el setè més venut al Regne Unit en la Nintendo eShop de Nintendo 3DS d'Amèrica del 7 de juliol de 2014 al 15. Va ser el dinovè del 21 al 27 de juliol venent-ne 3.346 en aquella setmana i 2.355.647 en total.
Fins al 30 de juny de 2015 va vendre 11,92 M a tot el món, convertint-se en el segon joc més venut per a 3DS a nivell mundial.

### Màrqueting
Del 25 de novembre al 29 de desembre de 2013, va ser possible anar a diversos establiments del Canadà a jugar al joc Mario Kart 7, entre molts d'altres.
Nintendo of America ha anunciat que reduirà el preu de cinc títols de Nintendo 3DS a partir del 22 d'abril de 2014, tant en versions física com digital. Els jocs que tindran el seu valor reduït a 29,99 $ són: Mario Kart 7 (2011), Super Mario 3D Land (2011), New Super Mario Bros. 2 (2012), Animal Crossing: New Leaf (2013) i Donkey Kong Country Returns 3D (2013). Segons Nintendo, aquests cinc jocs han venut més de nou milions de còpies als Estats Units, en la combinació de vendes físiques i digitals. A més, els títols anteriors de Mario representen els tres més venuts jocs de 3DS a la regió -cadascun ha venut més de 2,15 milions d'unitats, sumant les vendes físiques i digitals.
Mario Kart 7 és un dels anuncis creats per Nintendo of America per promocionar els seus jocs durant el nadal de 2014. També ha sortit un paquet amb una Nintendo 2DS americana (en colors Crimson Red, Sea Green i Electric Blue) a finals d'octubre de 2014 i el Nadal a Europa (color Crimson Red).
El joc es va poder provar al Holiday Mall Experience, on s'hi va dur un estand amb demos a setze centres comercials dels Estats Units del 24 de novembre al 21 de desembre de 2014. També es va provar a un esdeveniment itinerant per centres comercials dels EUA, del 23 de novembre al 20 de desembre de 2015.
La sintonia de la pantalla de crèdits s'escolta en el segon disc de la "Nintendo Sound Selection" llançada al Club Nintendo japonès el 5 d'abril de 2015 per 500 punts, que recull les sintonies d'acabament d'alguns jocs.
El 30 d'agost de 2015 Nintendo va baixar el preu recomanat de la consola Nintendo 2DS a Amèrica del Nord situant-lo a 99,99$. En cada paquet del joc es podia aconseguir Mario Kart 7 de franc.
El 3 de desembre de 2015 va sortir al Japó un paquet que inclou Mario & Luigi: Paper Jam Bros. i Mario Kart 7. Venen acompanyats de quatre adhesius temàtics si es compren a Amazon Japan.

#### Mercaderia
El 2012 van sortir al Club Nintendo europeu rèpliques de trofeus de Mario Kart 7 basats en les copes Leaf Cup, Banana Cup, Mushroom Cup, Shell Cup, Special Cup i Lightning Cup per 5000 estrelles cadascuna. L'agost de 2015 van rellançar-se les rèpliques excepte la de Lightning Cup per raons desconegudes.
La fabricant japonesa Takara Tomy va posar a la venda al Japó a finals de juny uns karts teledirigits basats en el disseny que tenen en Mario Kart 7, que poden fer maniobres com derrapar vistes en el joc. La línia de karts, anomenada Drift Spec RC Pro Mario Kart 7, inclou el kart d'en Mario, d'en Luigi, d'en Yoshi, d'en Toad i d'en Bowser. El comandament dels karts inclou una opció per a decidir si la cursa és de 50cc o 100cc (o desactivar), amunt i avall i esquerra i dreta. Els karts d'en Mario i d'en Luigi poden comprar-se per la botiga JList als Estats Units, mentre que la resta de karts poden comprar-se per Amazon.
Surten al Japó uns jocs electrònics basats en Mario Kart 7. El primer és un joc de tauler de la marca Epoch que compta amb un volant que serveix com a ruleta electrònica per a determinar a través dels llums LED quantes caselles pot avançar el jugador en el seu torn. La caixa compta amb diversos cartons representant elements dels power-ups dels jocs, per ajudar els seus adversaris durant la cursa. Està a la venda a Amazon Japan per 35 dòlars. El segon, fabricat per Takara Tomy, és un circuit motoritzat basat en el videojoc, on és possible córrer per rectes, pujades i rampes amb Mario, Luigi, Yoshi i Toad mentre que conté efectes sonors del videojoc de Nintendo 3DS. S'han d'utilitzar dues piles AAA pel funcionament correcte de la joguina. The Takara Tomy GoGo Circuit es ven a Amazon Japan per 53 dòlars.
El fabricant de joguines Takara va llançar l'1 de gener de 2014 al Japó una nova sèrie de mini figures en línia de Mario Kart 7. Hi ha vuit pilots diferents: Mario, Peach, Toad, Koopa Troopa, Luigi, Yoshi, Donkey Kong i Bowser. Molt detallats, els minikarts es poden tirar cap enrere, el que els permet menys fragilitat; es desconeixen els preus.
Fabricats per Jakks Pacific, l'abril de 2014 van sortir uns karts de peluix basats en Mario Kart 7 que sortiran en tres edicions: Mario, Luigi i Yoshi, amb els seus karts regulars excepte en Luigi, que tindrà el Bumble V.
El fabricant de joguines Mobi Games va aprofitar el recent llançament de Mario Kart 8 (Wii U, 2014) per llançar un nou conjunt temàtic amb Mario Kart 7 al Japó, el que porta els pilots Mario i Luigi amb els seus karts, i també un circuit totalment personalitzable. Com es mostra en les imatges, l'embalatge porta vuit peces que es poden muntar de diferents maneres perquè l'usuari pugui fer que el circuit de la manera que els resulti més interessant. A més, és possible decorar la pista amb elements com tubs, bolets o senyals.

### Vídeos
- Primer tràiler (anglès)
- Segon tràiler (japonès)
- Tercer tràiler, visible a l'eShop Arxivat 2016-03-03 a Wayback Machine. (anglès)
- Primeres imatges del joc a l'E3 2010 (anglès)

### Altres
- Mario Kart 7 a la Super Mario Wiki (anglès)